# Mouzaïa (distrito)
Mouzaïa é um distrito localizado na província de Blida, Argélia, e cuja capital é a cidade de mesmo nome, Mouzaïa. Segundo o censo de 1998, a população total do distrito era de 81 263 habitantes.[carece de fontes?]

## Municípios
O distrito está dividido em três municípios:
- Mouzaïa
- Aïn Romana
- Chiffa